# Artemisia bargusinensis
Artemisia bargusinensis là một loài thực vật có hoa trong họ Cúc. Loài này được Spreng. mô tả khoa học đầu tiên năm 1826.